# Pieter Jansz. Saenredam
Pieter Jansz. Saenredam (9. června 1597 – 31. května 1665) byl malířem nizozemského zlatého věku, známý svými osobitými obrazy obílených kostelních interiérů, jako je Interiér kostela svatého Bavo v Haarlemu (1636) a Interiér kostela Sint-Odulphuskerk v Assendelftu.

## Život
Narodil se v Assendelftu grafikovi a kreslíři Jana Pietersze Saenredama. V roce 1612 se natrvalo přestěhoval do Haarlemu, kde se stal žákem Franse de Grebbera. V roce 1623 se stal členem haarlemského cechu svatého Lukáše. Kresba jeho přítele Jacoba Van Campena v Britském muzeu ho ukazuje jako velmi malého a hrbatého.
Zemřel 31. května 1665 v Haarlemu.

## Dílo

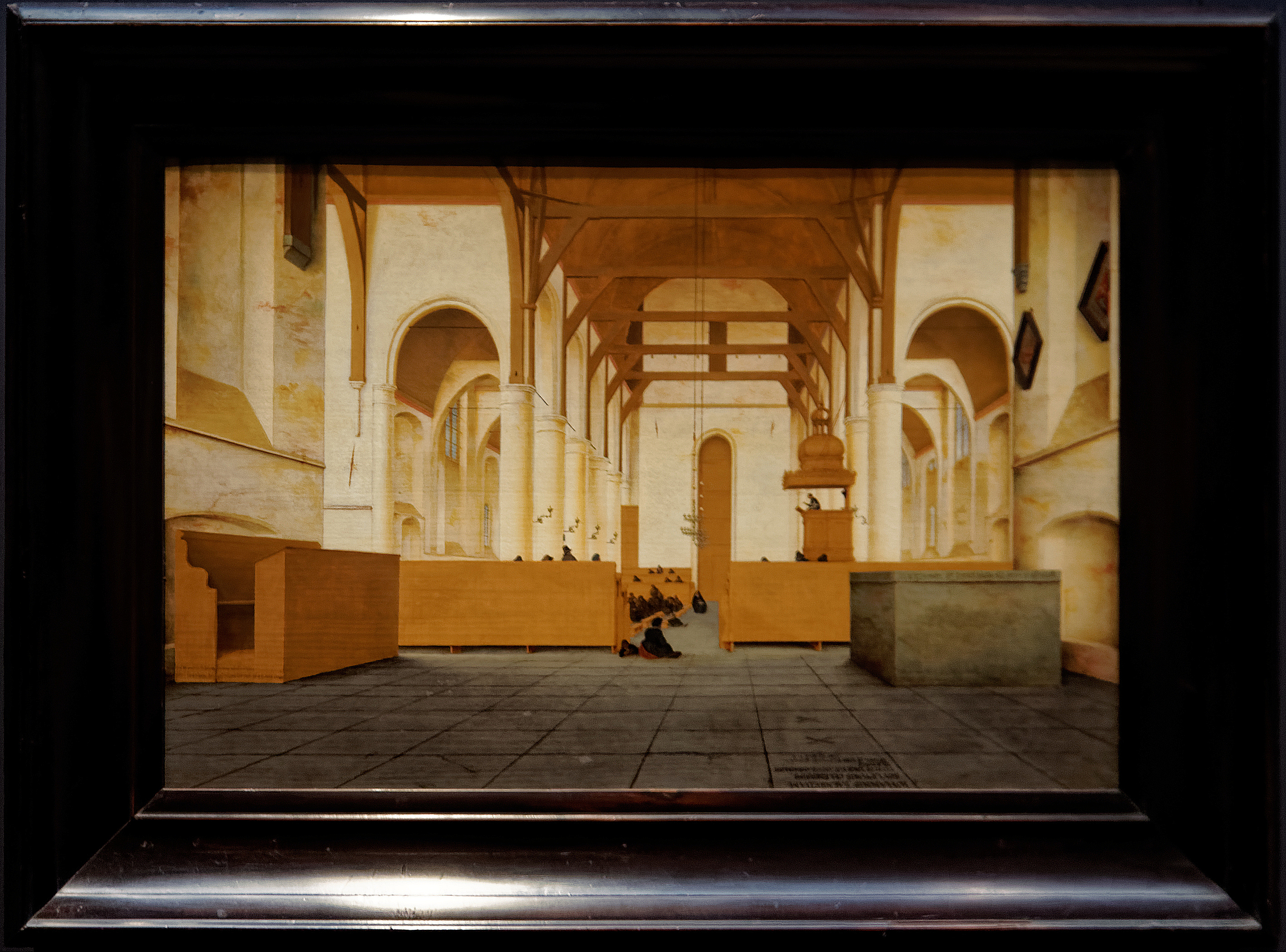
Interiér kostela Sint-Odulphuskerk v Assendelftu (1649)
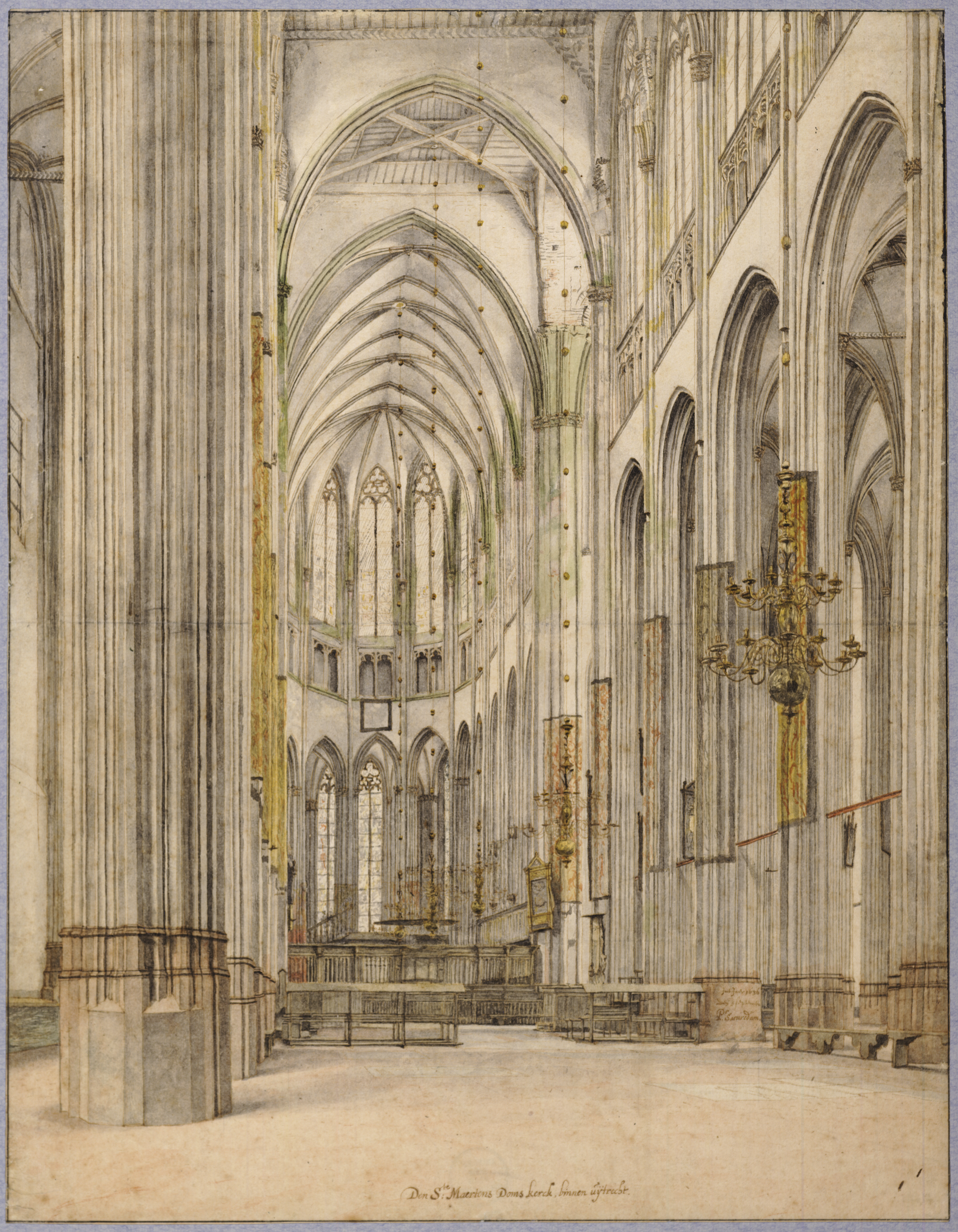
Interiér katedrály svatého Martina v Utrechtu (1636)
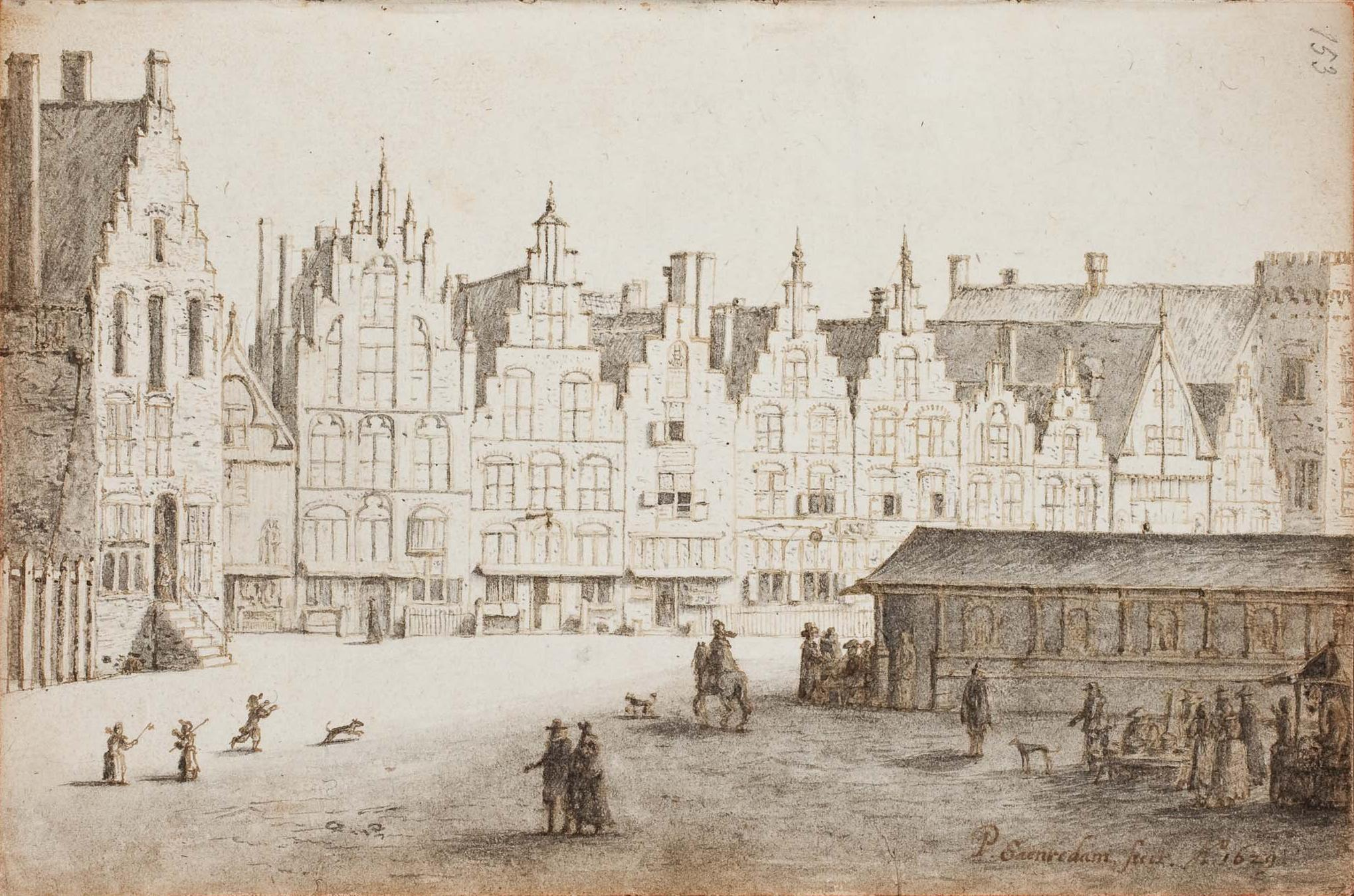
Pohled na náměstí Markt v Haarlemu (1629)